# Helen Barke

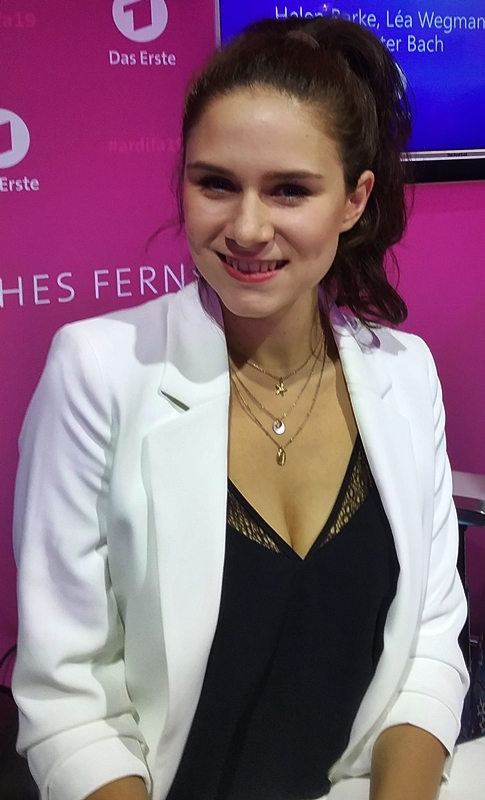
Helen Barke auf der IFA 2019

Helen Barke (* 21. März 1995 in Leipzig) ist eine deutsche Schauspielerin.

## Leben
Helen Barke studierte nach dem Abitur ab 2014 an der 1st filmacademy in Wien Schauspiel, das Studium schloss sie 2017 mit Diplom ab. Während der Ausbildung stand sie unter anderem 2016/17 am Raimundtheater in Lina's Welt oder Wie sie die Phantasie entdeckt von Katja Thost-Hauser und Christian Brandauer unter der Regie von Renate Kastelik in der Titelrolle, in Nach dem Regen von Sergi Belbel am Theater Center Forum und am Theater im Paradiesgarten im Jedermann als Gute Werke auf der Bühne.
In der Folge Hardcore der Fernsehreihe Tatort verkörperte sie 2017 die Rolle der Pornodarstellerin Marie Wagner alias Luna Pink. Im Sommer 2018 stand sie für Dreharbeiten zur fünften Folge der ORF/ZDF-Kriminalfilmreihe Die Toten von Salzburg mit dem Titel Wolf im Schafspelz vor der Kamera.
Bekanntheit erlangte Barke als Protagonistin der 15. Staffel in der ARD-Telenovela Sturm der Liebe. Darin spielte sie vom September 2018 bis November 2019 die Rolle der Denise Winter, geb. Saalfeld.
Ende Februar 2020 feierte sie als Jill Tanner in der Bühnenfassung von Schmetterlinge sind frei von Leonard Gershe am Berliner Schlosspark Theater Premiere. In Andrew Bovells Drama Dinge, die ich sicher weiß übernahm sie dort im September 2021 die Rolle der Rosie.

## Filmografie (Auswahl)
- 2016: Universum History – Olympia 1936 – Der verratene Traum
- 2017: Balkongelehrte (Kurzfilm)
- 2017: Tatort: Hardcore
- 2018: In Gefahr – Ein verhängnisvoller Moment – Folge: Kiki – Das ist Wahnsinn
- 2018–2019: Sturm der Liebe (Fernsehserie)
- 2018: Tatort: Blut
- 2019: Die Toten von Salzburg – Wolf im Schafspelz
- 2022: Zurück aufs Eis
- 2023: Käthe und ich: Verbotene Liebe